# 영중면
영중면(永中面)은 경기도 포천시의 면이다. 옛 영평군의 중심지였다.

## 개요
영중면은 수도권의 1일 관광휴양지로 영평8경(백로주, 낙귀정지, 청학동), 풍혈산, 인흥군묘, 태봉산성, 파주골순두부촌 등이 있는 곳이다. 한반도의 중심지역으로 시청으로부터 15km 동북방에 위치한 전형적인 농촌지역이며, 군사시설보호구역이 12.3 km2(면전체 20%)로 군사요충지이기도 하다.

## 법정리
- 거사리(居士里)
- 금주리(金珠里)
- 성동리(城洞里)
- 양문리(梁文里): 면사무소 소재지
- 영송리(永松里)
- 영평리(永平里)

## 교육
- 영평초등학교
- 금주초등학교
- 영중중학교
- 영중초등학교
- 포담초등학교

## 특산물
- 신궁전통한과

## 문화재
- 청성사
- 포천 영송리 선사유적 - 경기도 기념물 제140호